# Hypogastrura coprophila
Hypogastrura coprophila är en urinsektsart som beskrevs av Stach 1960. Hypogastrura coprophila ingår i släktet Hypogastrura och familjen Hypogastruridae. Inga underarter finns listade i Catalogue of Life.